# Université clandestine de Rome
Université clandestine de Rome (Università clandestina di Roma) est un terme qui désigne un cours clandestin d'ingénierie réservé aux étudiants juifs de Rome organisé par le mathématicien Guido Castelnuovo pendant la Seconde Guerre mondiale, plus précisément entre 1941 et 1943.

## Histoire
La promulgation des lois raciales fascistes en 1938 interdit aux étudiants et enseignants juifs de la fréquenter et enseigner dans l'école publique italienne.
En 1938 la communauté juive met en place des écoles spéciales contrôlées par un commissaire arien, nommé par le Ministero dell'Educazione Nazionale.
Le problème qui se pose par la suite, aggravé par l'impossibilité de se rendre à l'étranger pour étudier à cause de la guerre, est l'insertion de ces étudiants à l'université.
La possibilité de donner une formation universitaire aux jeunes juifs se concrétise en 1941 quand Guido Coen, membre du comité de l'organisation des écoles secondaires juives, apprend que l'Institut Technique Supérieur de Fribourg, en Suisse, invite les jeunes à s'inscrire à ses cours de perfectionnement technico-scientifiques sans que la présence aux cours pendant l'année entière soit obligatoire, seule la présence aux examens finaux étant obligatoire.   
Après s'être entendu avec le directeur de l'institut, Guido Castelnuovo organise des cours universitaires «  clandestins » en ingénierie, plus théoriques par rapport à ceux dispensés à Fribourg mais toutefois reconnus par cet institut,.
Castelnuovo fait appel autant que possible à des professeurs juifs qui avaient perdu leur emploi à la suite des lois raciales, comme Maria Piazza en chimie et minéralogie, l'architecte Angelo Di Castro (it), l’ingénieur Giulio Supino (it) en constructions hydrauliques à Bologne et Vito Camiz, ingénieur et mathématicien élève de Castelnuovo et professeur en technologie des matériaux et technique des constructions.
Castelnuovo doit aussi faire appel à des professeurs « ariens » antifascistes comme Giulio Ugo Bisconcini (mécanique rationnelle), Raffaele Lucaroni, assistant de Castelnuovo (géométrie analytique et descriptive), Nestore Bernardo Cacciapuoti (physique).
Les cours appelés « cours intégrants de culture mathématique »  (Corsi Integrativi di Cultura Matematica) débutent le 1er décembre 1941 avec 25 inscrits. 

### Première année (1941-1942): matières enseignées
- géométrie analytique  (Lucaroni) ;
- analyse algébrique et infinitésimale (Ire partie) (Bisconcini) ;
- physique expérimentale (Cacciapuoti) ;
- Chimie (Piazza) ;
- dessin d'ornement et d'architecture (Di Castro).

### Deuxième année (1942-1943)
- analyse infinitésimale  (IIe partie) (Bisconcini) ;
- mécanique rationnelle (Bisconcini) ;
- géométrie descriptive (Lucaroni) ;
- statique graphique et science des constructions (Supino et Camiz) ;
- physique expérimentale (IIe partie) (Cacciapuoti) ;
- chimie (IIe partie) (Piazza) ;
- dessin d'ornement et d'architecture (Di Castro).

En 1943, en prévision des changements politiques, Castelnuovo écrit une lettre au ministre de l'Éducation nationale demandant la validation en Italie des examens passés en Suisse. La chute du fascisme et la nomination de Pietro Badoglio à la Présidence du Conseil italien, puis le gouvernement d'Ivanoe Bonomi, fait en sorte que la lettre de Castelnuovo n'est lue qu'un an plus tard par le nouveau ministre, le philosophe Guido De Ruggiero, qui reconnaît les deux ans d'études aux étudiants et les admet en 1944 dans les universités italiennes.

## Source de traduction
- (it) Cet article est partiellement ou en totalité issu de l’article de Wikipédia en italien intitulé « Università clandestina di Roma » (voir la liste des auteurs).